# Симойнш, Жуан
Жуан Педру Арнаут Баррокаш Симойнш (порт. João Pedro Arnauth Barrocas Simões; родился 6 января 2007) — португальский футболист, полузащитник клуба «Спортинг».

## Клубная карьера
Воспитанник «Портимоненсе», в 2018 году Симойнш присоединился к академии лиссабонского «Спортинга». 22 сентября 2024 года впервые попал в заявку основной команды клуба на матч чемпионата Португалии против АВС САД, однако на поле не появился. 5 ноября 2024 года Симойнш также попал в заявку «Спортинга» на матч общего этапа Лиги чемпионов против «Манчестер Сити», проведя встречу на скамейке запасных. 22 ноября 2024 года дебютировал за «зелёно-белых», выйдя на замену в матче Кубка Португалии против «Амаранти». 10 декабря 2024 года впервые вышел в стартовом составе «Спортинга» на матч Лиги чемпионов против «Брюгге».

## Карьера в сборной
Выступал за сборные Португалии до 15 и до 19 лет. Вместе со сборной страны до 17 лет выступал на чемпионате Европы.

## Достижения
«Спортинг»
- Чемпион Португалии: 2024/25
- Обладатель Кубка Португалии: 2024/25